# Дубовский (Марий Эл)
Дубовский — посёлок в Ардинском сельском поселении Килемарского района республики Марий Эл, расселённый при заполнении Чебоксарского водохранилища.

## География
Посёлок находится на левом берегу Волги, в 7 км на юг от центра сельского поселения.

## История

Килемарская железная дорога в период наибольшего развития на карте Килемарского района

Посёлок образован на основе одноимённых пристани и железнодорожной станции Килемарской (Дубовской) железной дороги, построенных в 1928 году, развитие посёлка было связано с лесозаготовкой.
С 1948 по 1987 годы Дубовский имел статус посёлка городского типа. Расселён в связи с заполнением Чебоксарского водохранилища.

## Население
| 1959 | 1970  | 1979  | 2010 |
| ---- | ----- | ----- | ---- |
| 7423 | ↘4484 | ↘2494 | ↘16  |

## Экономика
По данным Большой советской энциклопедии в посёлке работали леспромхоз, лесхоз и сплавной участок.

## Известные жители
Колотыгин Василий Фёдорович (1918—1985) —  кочегар, помощник машиниста, машинист паровоза; ударник труда. Участник Великой Отечественной войны.